# Парадокси теорії множин
Парадоксами теорії множин називають
- Міркування, що демонструють суперечливість наївної теорії множин, такі як
  - Парадокс Буралі-Форті (1897)
  - Парадокс Кантора (1899)
  - Парадокс Рассела (1901)
- Міркування, результат яких інтуїтивно здається помилковим або «парадоксальним», але які, тим не менш, є наслідком аксіом формальної теорії множин, включаючи:
  - Запропонований Бертраном Расселом «парадокс Трістрама Шенді», що демонструє порушення принципу «частина менша від цілого» на нескінченні множини,
  - Нетривіальні наслідки із аксіоми вибору:
    - Парадокс Банаха—Тарського,
    - Парадокс Хаусдорфа;
- Особливе місце займає парадокс Сколема, що являє собою помилкове міркування, яке може бути зроблене неспеціалістом при застосуванні теореми Льовенгейма—Сколема до аксіоматичної теорії множин.

Більшість із зазначених парадоксів були відкриті на межі XIX та XX століть і спричинили кризу основ математики.

## Вирішення парадоксів
Більшість із зазначених парадоксів вирішені або обійдені в ZFC.